# Saint-Pardoux-et-Vielvic
Pour les articles homonymes, voir Saint-Pardoux.
Saint-Pardoux-et-Vielvic est une commune française située dans le département de la Dordogne, en région Nouvelle-Aquitaine.

## Géographie

### Communes limitrophes
Saint-Pardoux-et-Vielvic est limitrophe de cinq autres communes. Au nord, son territoire est distant de moins de 300 mètres de celui de Siorac-en-Périgord.
| Urval    |                          | Monplaisant    |
|          | Saint-Pardoux-et-Vielvic | Pays de Belvès |
| Bouillac | Saint-Avit-Rivière       |                |

### Géologie et relief

#### Géologie
Situé sur la plaque nord du Bassin aquitain et bordé à son extrémité nord-est par une frange du Massif central, le département de la Dordogne présente une grande diversité géologique. Les terrains sont disposés en profondeur en strates régulières, témoins d'une sédimentation sur cette ancienne plate-forme marine. Le département peut ainsi être découpé sur le plan géologique en quatre gradins différenciés selon leur âge géologique. Saint-Pardoux-et-Vielvic est située dans le troisième gradin à partir du nord-est, un plateau formé de calcaires hétérogènes du Crétacé.
Les couches affleurantes sur le territoire communal sont constituées de formations superficielles du Quaternaire et de roches sédimentaires datant pour certaines du Cénozoïque, et pour d'autres du Mésozoïque. La formation la plus ancienne, notée c5c, date du Campanien 3, une alternance de marnes à glauconie et de calcaires crayo-marneux jaunâtres. La formation la plus récente, notée CFvs, fait partie des formations superficielles de type colluvions carbonatées de vallons secs : sable limoneux à débris calcaires et argile sableuse à débris. Le descriptif de ces couches est détaillé dans  la feuille « no 831 - Belvès » de la carte géologique au 1/50 000 de la France métropolitaine, et sa notice associée.

Carte géologique de Saint-Pardoux-et-Vielvic.

#### Relief et paysages
Le département de la Dordogne se présente comme un vaste plateau incliné du nord-est (491 m, à la forêt de Vieillecour dans le Nontronnais, à Saint-Pierre-de-Frugie) au sud-ouest (2 m à Lamothe-Montravel). L'altitude du territoire communal varie quant à elle entre 91 mètres et 246 mètres,.
Dans le cadre de la Convention européenne du paysage entrée en vigueur en France le 1er juillet 2006, renforcée par la loi du 8 août 2016 pour la reconquête de la biodiversité, de la nature et des paysages, un atlas des paysages de la Dordogne a été élaboré sous maîtrise d’ouvrage de l’État et publié en octobre 2020. Les paysages du département s'organisent en huit unités paysagères,. La commune fait partie du Périgord noir, un paysage vallonné et forestier, qui ne s’ouvre que ponctuellement autour de vallées-couloirs et d’une multitude de clairières de toutes tailles. Il s'étend du nord de la Vézère au sud de la Dordogne (en amont de Lalinde) et est riche d’un patrimoine exceptionnel.
La superficie cadastrale de la commune publiée par l'Insee, qui sert de référence dans toutes les statistiques, est de 14,23 km2,,. La superficie géographique, issue de la BD Topo, composante du Référentiel à grande échelle produit par l'IGN, est quant à elle de 14,38 km2.

### Hydrographie

#### Réseau hydrographique
La commune est située dans le bassin de la Dordogne au sein du bassin Adour-Garonne. Elle est drainée par la Couze et le Raunel et par deux petits cours d'eau, qui constituent un réseau hydrographique de 12,5 km de longueur totale,.
La Couze, d'une longueur totale de 30,09 km, prend sa source dans la commune de Pays de Belvès (territoire de l'ancienne commune de Fongalop) et se jette dans la Dordogne en rive gauche à Couze-et-Saint-Front, face à Lalinde,. Elle arrose le sud de la commune sur près de trois kilomètres, dont plus de 500 mètres en limite de Saint-Avit-Rivière.
Le Raunel, affluent de rive gauche de la Nauze et sous-affluent de la Dordogne, prend sa source dans le sud-est du territoire communal qu'il arrose en direction du nord-est sur quatre kilomètres.

Réseaux hydrographique et routier de Saint-Pardoux-et-Vielvic.
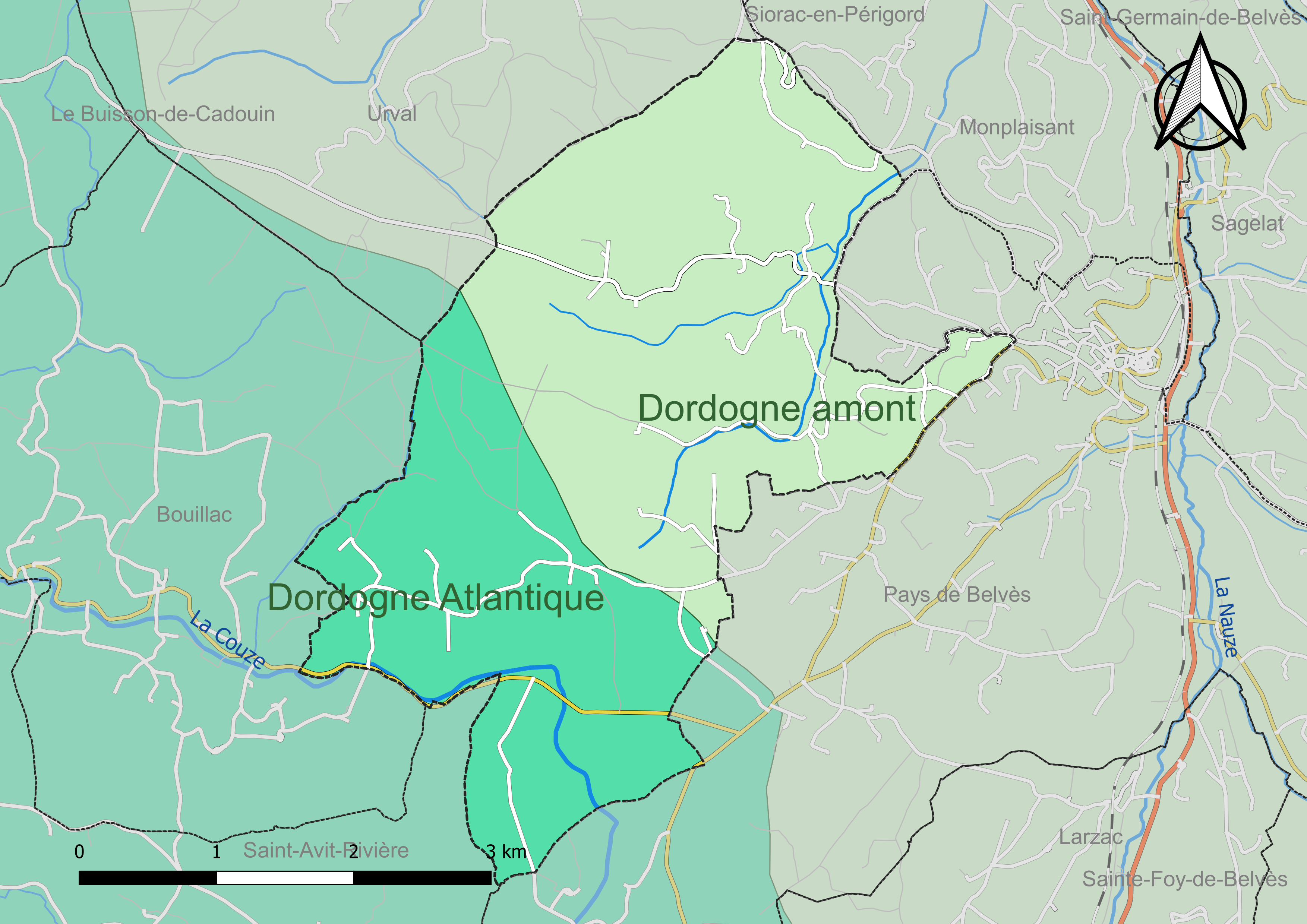
Carte des schémas d'aménagement et de gestion des eaux (SAGE) couvrant le territoire communal de Saint-Pardoux-et-Vielvic.

#### Gestion et qualité des eaux
Le territoire communal est couvert par les schémas d'aménagement et de gestion des eaux (SAGE) « Dordogne amont » et « Dordogne Atlantique ». Le SAGE « Dordogne amont », dont le territoire s'étend des sources de la Dordogne jusqu'à la confluence de la Vézère à Limeuil, d'une superficie de 9 700 km2 est en cours d'élaboration. La structure porteuse de l'élaboration et de la mise en œuvre est l'établissement public territorial de bassin de la Dordogne (EPIDOR). Le SAGE « Dordogne Atlantique », dont le territoire correspond au sous‐bassin le plus aval du bassin versant de la Dordogne (aval de la confluence Dordogne - Vézère)., d'une superficie de 2 700 km2 est en cours d'élaboration. La structure porteuse de l'élaboration et de la mise en œuvre est également l'EPIDOR. Ils définissent chacun sur leur territoire les objectifs généraux d’utilisation, de mise en valeur et de protection quantitative et qualitative des ressources en eau superficielle et souterraine, en respect des objectifs de qualité définis dans le troisième SDAGE  du Bassin Adour-Garonne qui couvre la période 2022-2027, approuvé le 10 mars 2022.
Au nord-est, environ 60 % du territoire communal se trouve dans le bassin versant de la Nauze et dépend du SAGE Dordogne amont. Au sud-ouest, la zone restante correspond au bassin de la Couze et est donc rattachée au SAGE Dordogne Atlantique.
La qualité des eaux de baignade et des cours d’eau peut être consultée sur un site dédié géré par les agences de l’eau et l’Agence française pour la biodiversité.

### Climat
Pour des articles plus généraux, voir Climat de la Nouvelle-Aquitaine et Climat de la Dordogne.
Historiquement, la commune est exposée à un climat océanique aquitain.  
En 2020, Météo-France publie une typologie des climats de la France métropolitaine dans laquelle la commune est exposée à un climat océanique altéré et est dans la région climatique  Aquitaine, Gascogne, caractérisée par une pluviométrie abondante au printemps, modérée en automne, un faible ensoleillement au printemps, un été chaud (19,5 °C), des vents faibles, des brouillards fréquents en automne et en hiver et des orages fréquents en été (15 à 20 jours).
Pour la période 1971-2000, la température annuelle moyenne est de 12,6 °C, avec  une amplitude thermique annuelle de 15 °C. Le cumul annuel moyen de précipitations est de 912 mm, avec 12,2 jours de précipitations en janvier et 7 jours en juillet. Pour la période 1991-2020, la température moyenne annuelle observée sur la station météorologique la plus proche, située sur la commune de Pays de Belvès à 2 km à vol d'oiseau, est de 13,0 °C et le cumul annuel moyen de précipitations est de 888,2 mm,. Pour l'avenir, les paramètres climatiques de la commune estimés pour 2050 selon différents scénarios d’émission de gaz à effet de serre sont consultables sur un site dédié publié par Météo-France en novembre 2022.

## Urbanisme

### Typologie
Au 1er janvier 2024, Saint-Pardoux-et-Vielvic est catégorisée commune rurale à habitat très dispersé, selon la nouvelle grille communale de densité à 7 niveaux définie par l'Insee en 2022.
Elle est située hors unité urbaine et hors attraction des villes,.

### Occupation des sols
L'occupation des sols de la commune, telle qu'elle ressort de la base de données européenne d’occupation biophysique des sols Corine Land Cover (CLC), est marquée par l'importance des forêts et milieux semi-naturels (69,4 % en 2018), en diminution par rapport à 1990 (71,6 %). La répartition détaillée en 2018 est la suivante : 
forêts (62,8 %), prairies (20,2 %), zones agricoles hétérogènes (8,1 %), milieux à végétation arbustive et/ou herbacée (6,6 %), espaces verts artificialisés, non agricoles (1,9 %), zones urbanisées (0,4 %). L'évolution de l’occupation des sols de la commune et de ses infrastructures peut être observée sur les différentes représentations cartographiques du territoire : la carte de Cassini (XVIIIe siècle), la carte d'état-major (1820-1866) et les cartes ou photos aériennes de l'IGN pour la période actuelle (1950 à aujourd'hui).

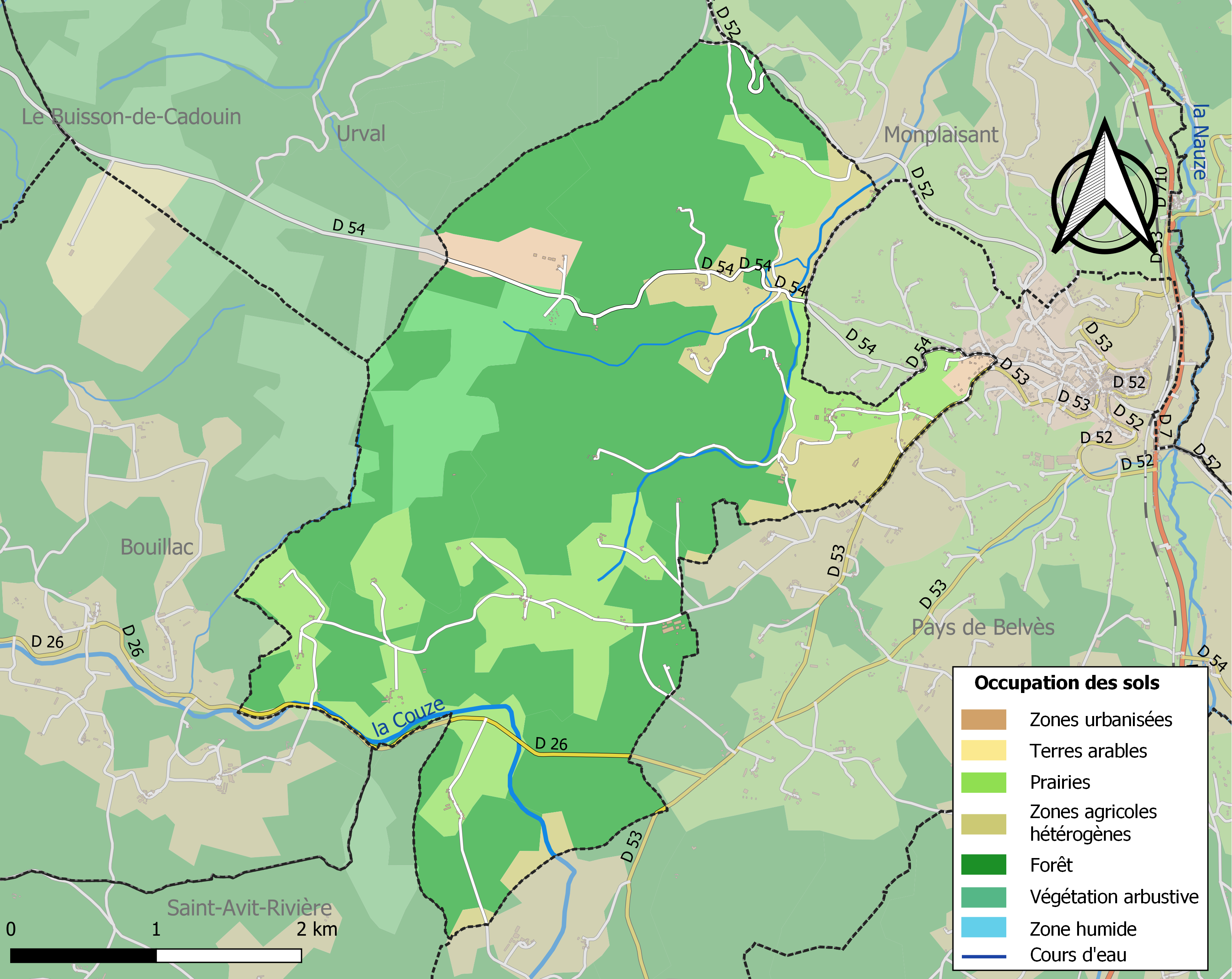
Carte des infrastructures et de l'occupation des sols de la commune en 2018 (CLC).

### Prévention des risques
Le territoire de la commune de Saint-Pardoux-et-Vielvic est vulnérable à différents aléas naturels : météorologiques (tempête, orage, neige, grand froid, canicule ou sécheresse), feux de forêts, mouvements de terrains et séisme (sismicité très faible). Un site publié par le BRGM permet d'évaluer simplement et rapidement les risques d'un bien localisé soit par son adresse soit par le numéro de sa parcelle.
Saint-Pardoux-et-Vielvic est exposée au risque de feu de forêt. L’arrêté préfectoral du 14 mars 2013 fixe les conditions de pratique des incinérations et de brûlage dans un objectif de réduire le risque de départs d’incendie. À ce titre, des périodes sont déterminées : interdiction totale du 15 février au 15 mai et du 15 juin au 15 octobre, utilisation réglementée du 16 mai au 14 juin et du 16 octobre au 14 février. En septembre 2020, un plan inter-départemental de protection des forêts contre les incendies (PidPFCI) a été adopté pour la période 2019-2029,.

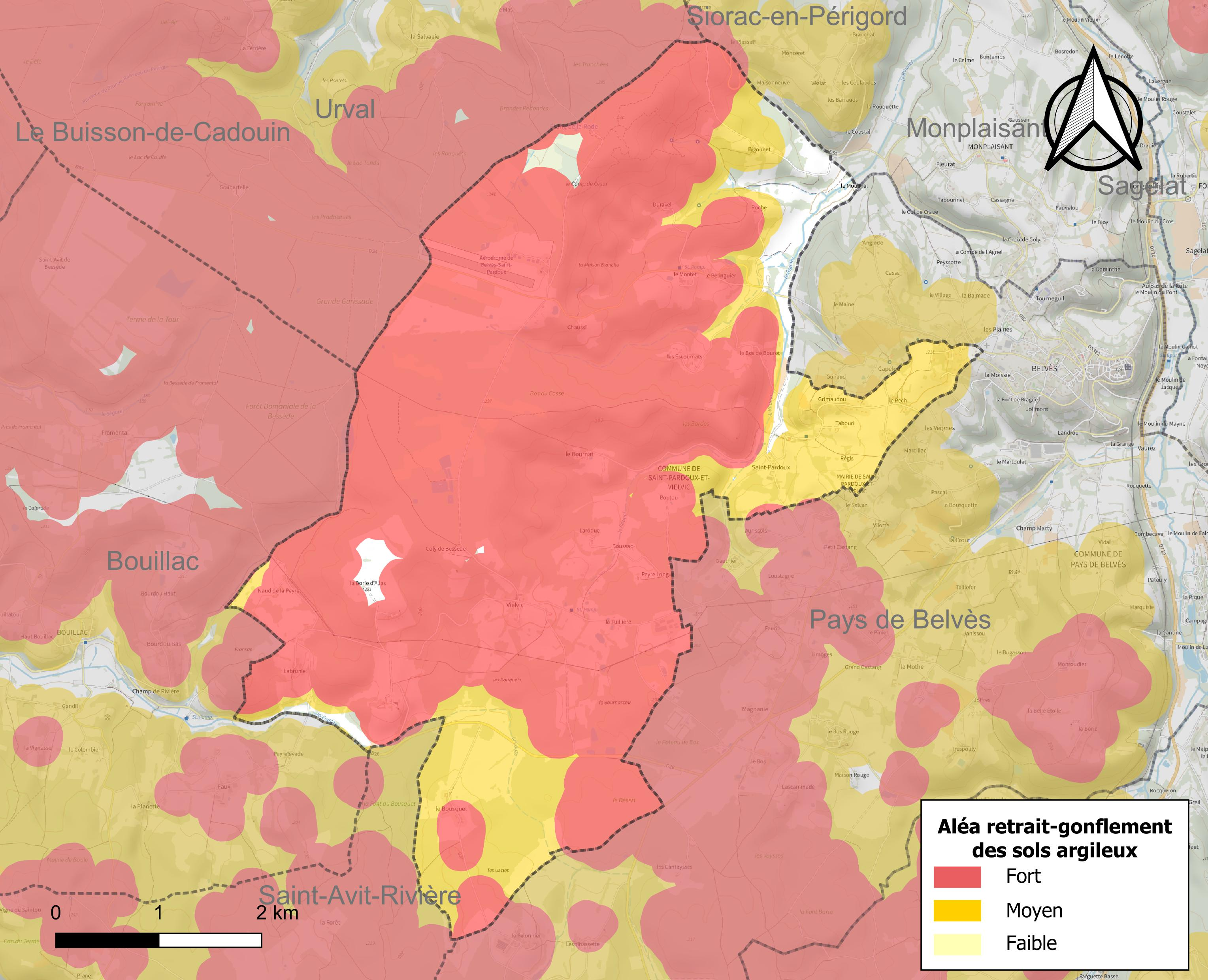
Carte des zones d'aléa retrait-gonflement des sols argileux de Saint-Pardoux-et-Vielvic.

Les mouvements de terrains susceptibles de se produire sur la commune sont des tassements différentiels. Le retrait-gonflement des sols argileux est susceptible d'engendrer des dommages importants aux bâtiments en cas d’alternance de périodes de sécheresse et de pluie. 94,9 % de la superficie communale est en aléa moyen ou fort (58,6 % au niveau départemental et 48,5 % au niveau national métropolitain). Depuis le 1er octobre 2020, en application de la loi ÉLAN, différentes contraintes s'imposent aux vendeurs, maîtres d'ouvrages ou constructeurs de biens situés dans une zone classée en aléa moyen ou fort,.
La commune a été reconnue en état de catastrophe naturelle au titre des dommages causés par les inondations et coulées de boue survenues en 1982, 1999 et 2008, par la sécheresse en 1989 et 2005 et par des mouvements de terrain en 1999.

## Toponymie
En occitan, la commune porte le nom de Sent Pardol e Vièlh Vic.

## Histoire
Du milieu du XIIIe siècle jusqu'à la Révolution française, les paroisses de Saint-Pardoux et de Vielvic faisaient partie de la vaste châtellenie de Belvès, à la tête de laquelle se tenait l'archevêque de Bordeaux.
En 1793, les communes de Saint-Pardoux et de Vielvic fusionnent sous le nom de Saint-Pardoux-et-Vielvic.

## Politique et administration

### Rattachements administratifs
Dès 1790, les communes de Vielvic et de Saint Pardoux (fusionnées en 1793 sous le nom de Saint Pardoux et Vielvic) ont été rattachées au canton de Belvès qui dépendait du district de Belvès jusqu'en 1795, date de suppression des districts. Le canton de Belvès est ensuite rattaché en 1800 à l'arrondissement de Sarlat (devenu l'arrondissement de Sarlat-la-Canéda en 1965).

### Intercommunalité
Fin 2000, Saint-Pardoux-et-Vielvic intègre dès sa création la communauté de communes Entre Nauze et Bessède. Celle-ci est dissoute au 31 décembre 2013 et remplacée au 1er janvier 2014 par la communauté de communes Vallée de la Dordogne et Forêt Bessède.

### Administration municipale
La population de la commune étant comprise entre 100 et 499 habitants au recensement de 2017, onze conseillers municipaux ont été élus en 2020,.

### Liste des maires
| Période                                  | Période  | Identité             | Étiquette | Qualité   |
| ---------------------------------------- | -------- | -------------------- | --------- | --------- |
| Les données manquantes sont à compléter. |          |                      |           |           |
|                                          |          |                      |           |           |
| 2001                                     | mai 2020 | Gérard Biou          | SE        | Ingénieur |
| mai 2020                                 | En cours | Jean-Claude Malaurie |           |           |

## Équipements et services publics

### Justice
En 2023, dans le domaine judiciaire, Saint-Pardoux-et-Vielvic relève : 
- du tribunal de proximité de Sarlat-la-Canéda ;
- du tribunal judiciaire, du tribunal pour enfants, du conseil de prud'hommes et du tribunal de commerce de Bergerac ;
- du pôle Nationalité du tribunal judiciaire de Périgueux (compétent uniquement dans le domaine de la nationalité) ;
- de la cour d'appel et de la  cour administrative d'appel de Bordeaux.

## Population et société

### Démographie
L'évolution du nombre d'habitants est connue à travers les recensements de la population effectués dans la commune depuis 1793. Pour les communes de moins de 10 000 habitants, une enquête de recensement portant sur toute la population est réalisée tous les cinq ans, les populations de référence des années intermédiaires étant quant à elles estimées par interpolation ou extrapolation. Pour la commune, le premier recensement exhaustif entrant dans le cadre du nouveau dispositif a été réalisé en 2004.

En 2022, la commune comptait 187 habitants, en évolution de −15,38 % par rapport à 2016 (Dordogne : +0,37 %, France hors Mayotte : +2,11 %).
| 1793 | 1800 | 1806 | 1821 | 1831 | 1836 | 1841 | 1846 | 1851 |
| ---- | ---- | ---- | ---- | ---- | ---- | ---- | ---- | ---- |
| 402  | 345  | 493  | 429  | 443  | 452  | 480  | 506  | 497  |

| 1856 | 1861 | 1866 | 1872 | 1876 | 1881 | 1886 | 1891 | 1896 |
| ---- | ---- | ---- | ---- | ---- | ---- | ---- | ---- | ---- |
| 444  | 445  | 421  | 395  | 378  | 375  | 356  | 332  | 303  |

| 1901 | 1906 | 1911 | 1921 | 1926 | 1931 | 1936 | 1946 | 1954 |
| ---- | ---- | ---- | ---- | ---- | ---- | ---- | ---- | ---- |
| 284  | 254  | 233  | 208  | 207  | 191  | 213  | 212  | 190  |

| 1962 | 1968 | 1975 | 1982 | 1990 | 1999 | 2004 | 2006 | 2009 |
| ---- | ---- | ---- | ---- | ---- | ---- | ---- | ---- | ---- |
| 170  | 168  | 140  | 135  | 136  | 142  | 172  | 183  | 186  |

| 2014 | 2019 | 2022 | - | - | - | - | - | - |
| ---- | ---- | ---- | - | - | - | - | - | - |
| 209  | 191  | 187  | - | - | - | - | - | - |

### Manifestations culturelles et festivités
- Meeting aérien de Belvès, le 15 août de chaque année, depuis 1913 sur l'aérodrome de Belvès - Saint-Pardoux (commune de Saint-Pardoux-et-Vielvic)[51],[52]. Exceptionnellement, en 2025, pour risque de départ d'incendie en période de canicule, la manifestation est annulée[53].

## Économie

### Emploi
En 2015, parmi la population communale comprise entre 15 et 64 ans, les actifs représentent 87 personnes, soit 40,7 % de la population municipale. Le nombre de chômeurs (sept) a diminué par rapport à 2010 (douze) et le taux de chômage de cette population active s'établit à 8,2 %.

### Établissements
Au 31 décembre 2015, la commune compte seize établissements, dont sept au niveau des commerces, transports ou services, quatre dans l'agriculture, la sylviculture ou la pêche, trois relatifs au secteur administratif, à l'enseignement, à la santé ou à l'action sociale, et deux dans la construction.

## Culture locale et patrimoine

### Lieux et monuments
- L'église Saint-Pardoux de Saint-Pardoux, XIIe siècle pour la construction de l'abside, la nef ayant été détruite pendant les guerres de religion, elle a été reconstruite aux XVIIe et XVIIIe siècles. Elle est inscrite au titre des  monuments historiques en 1925[57].
- L'église Saint-Barnabé de Vielvic, XIIIe siècle, de style romano-byzantin, également inscrite au titre des monuments historiques en 1925[58].
- Le château de Campagnac date du XVe siècle[59].
- Dolmen de Bonarme, près du CD52, entre Urval et Belvès[60].

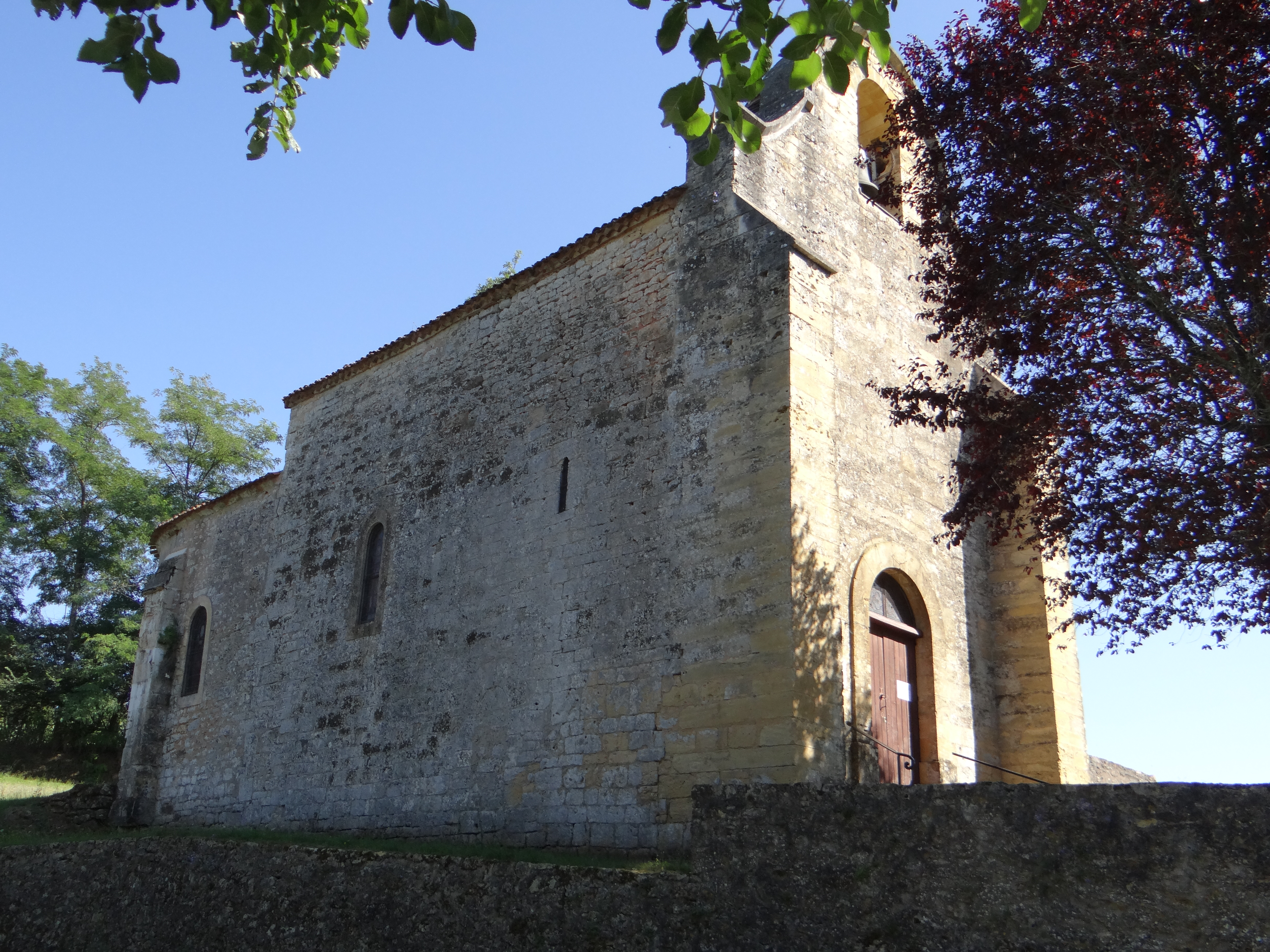
L'église Saint-Pardoux.

### Devise
Ibi bene, ubi patria (« La patrie est là où l'on se sent bien »), locution latine attribuée à Cicéron.[réf. nécessaire]

## Population et société